# Areias de Vilar e Encourados
Areias de Vilar e Encourados (llamada oficialmente União das Freguesias de Areias de Vilar e Encourados) es una freguesia portuguesa del municipio de Barcelos, distrito de Braga.

## Historia
Fue creada el 28 de enero de 2013 en aplicación de una resolución de la Asamblea de la República de Portugal promulgada el 16 de enero de 2013 con la unión de las freguesias de Areias de Vilar y Encourados, pasando su sede a estar situada en la antigua freguesia de Areias de vilar.

## Demografía
| Gráfica de evolución demográfica de Areias de Vilar e Encourados entre 2011 y 2021 |
|                                                                                    |
| Datos según el nomenclátor publicado por el INE portugués.                         |